# 天正壬午起請文
天正壬午起請文（てんしょうじんごきしょうもん）は、中世後期の起請文。別称に「天正壬午甲信諸士起請文」。

## 概要
天正10年（1582年）3月、織田・徳川連合軍の甲斐侵攻により甲斐武田氏は滅亡した。同年6月、本能寺の変で織田信長が横死すると、武田遺領を巡る天正壬午の乱が発生し、同年8月に甲斐では徳川家康と相模国後北条氏が対峙した。甲斐に在国していた武田遺臣の多くは動向を注視していたが、8月12日に黒駒の合戦（笛吹市御坂町）において徳川勢が北条方を撃破すると家康に臣従し、その際に数名から数十名のグループごとに起請文を提出し、家康への忠誠を誓ったという。
天正壬午起請文はこの際に提出された起請文を編集したもので、終末期の武田家臣団を知る史料として活用されている。
原本は現存していないが、内閣文庫ほか甲州市塩山の恵林寺や早稲田大学に写本が伝存している。ほか、『浜松御在城記』や『家忠日記』などの軍記物にも収められており、『徳川家康御年譜』『井伊家年譜』などでも言及されている。
成立年代は家康の動向や甲信諸士の対抗関係から天正10年8月21日から同年12月11日までの期間に推定されている。記載されている衆名は諸本が二十八衆で一致しているが、人数など記載事項は諸本によって異なり、実名や官途名に誤りも見られる。
翻刻には『大日本史料』、『甲斐志料集成』七、『甲斐叢書』八、『新編甲州古文書』、『山梨県史』資料編6中世3下県外記録などがある。

### 武田方記名者
- 駒井政直 - 起請文のまとめ役(榊原康政配下、同心11名)。後、旗本。知行地は群馬県伊勢崎市付近、1500石。
- 今福昌常 - 天正壬午起請文の取り纏め役
- 油川刑部助 - 甲斐武田氏親類衆・油川氏の一族。
- 原胤従 - 武田家横目衆取り纏め。江戸時代は八王子千人同心頭。
- 三枝昌吉 - 同心42名、三枝虎吉
- 小田切茂富 - 信玄近習衆
- 市川昌倚(市川宮内介) - 信玄近習衆
- 栗原信盛 - 栗原衆(配下同心26名)、栗原内記
- 曽根昌世 - 起請文のまとめ役
- 武川衆 - 家康安堵状記載。(入戸野門宗、折井次昌、米倉忠継、柳沢信俊など)
- 土屋氏 - 同心70名(土屋忠直が幼少であった為、井伊直政配下)
- 山本十左衛門尉 - 山本菅助家。信玄直参衆
- 浅利氏 - 同心60名。浅利昌種が本多忠勝配下
- 城景茂 - 同心49名、旗本。知行地は埼玉県熊谷市石原付近。
- 津金衆 - 津金胤久、小尾祐光

### その他
その他の元武田家配下の天正壬午の乱時の動き。
- 渡辺囚獄佑 - 徳川家康方。九一色衆。知行地は武蔵国入間郡矢加賀村（埼玉県入間市）。
- 小笠原信嶺 - 徳川家康に臣従。
- 三井弥一郎 - 徳川家康に臣従。小牧長久手の戦いにて戦死。
- 初鹿野信昌 - 徳川家康に臣従。江戸時代は旗本。知行地はさいたま市北区土呂町付近、土呂陣屋。
- 河窪信俊 - 徳川家康に臣従。柴田康忠の麾下に入る。江戸時代は旗本。所領埼玉県小川町付近、輪禅寺。
- 原貞胤 - 徳川家康に臣従。後に越前松平家の家臣となる。
- 横田尹松 - 徳川家康に臣従。旗本5000石。
- 多田昌綱 - 徳川家康に臣従。徳川義直守役。旗本。子孫に山岡鉄舟。
- 石黒将監 - 徳川家康に臣従。井伊直政に配属された。
- 山県昌景衆 - 徳川家康に臣従。60名。
- 藤田信吉 - 上野衆。上杉景勝、後徳川家康に臣従。下野国西方に1万5,000石。。下野西方藩初代藩主。

#### 小県郡
- 真田昌幸 - 上田城。後北条方、後に徳川家康方を経て、上田合戦に勝利し大名として自立。
- 真田信尹 - 牧之島城より追放。後に徳川家康方。
- 室賀正武 - 徳川家康方、天正12年（1584年）に真田昌幸により殺害。
- 出浦盛清 - 森長可撤退後、真田昌幸方。甲州透破（三ツ者）の棟梁とされる。

#### 木曽郡
- 木曾義昌 - 徳川家康に臣従。

#### 諏訪郡
- 諏訪頼忠 - 高島城。徳川家康と戦った後に臣従。

#### 伊那郡
- 保科正直 - 徳川家康方。後の配下に武田勝頼近習向山氏など。
- 伊那衆 - 知久頼氏、小笠原長巨、座光寺為時
- 片切昌為 - 片切城主。徳川家康方。遠江国浜松の秋葉社奉納。信濃先方衆。秋山虎繁同心。十騎。

#### 安曇郡
- 仁科衆

#### 佐久郡
- 依田信蕃 - 徳川家康方。安堵状。天正11年（1583年）、岩尾城攻略中、戦死。子孫は福井藩の重臣・芦田信濃家。
- 大井政成 - 初め後北条方、後に徳川家康方。前山城 (信濃国)城主。上野国藤岡1,300石。子孫は江戸時代に紀州藩士。
- 大井行吉 - 初め後北条方、後に蟄居。尾城城城主。
- 伴野信守 - 後北条方。前山伴野氏。依田信蕃に攻められ、戦死。庶流伴野貞政系譜が江戸時代に徳川家旗本。
- 望月信雅 - 後北条方、後に徳川家康方。望月城城主。後に駿河国庵原郡に遁世。

## その後
天正壬午起請文の後を記載。

### 徳川四奉行
天正10年（1582年）から天正18年（1590年)まで、甲斐国にて徳川家康の補佐を行った武田家出身者、桜井信忠、小田切茂富、跡部昌忠、石原昌明、を指す。初期は三枝虎吉、石原昌明、市川元松、工藤喜盛が任じられた。
詳細は徳川四奉行の項を参照。

### 武田家横目衆の処遇
家康は武田家横目衆とその部下同心に、武田勝頼の時代と同じ待遇を与え、甲斐一国の処置を命じると共に、甲州九口之道筋奉行として甲斐国の警備を命じた。当時の詳細な交渉は本多正信が担当し、知行地の確認の様子や、配下同心の数等のやりとりの様子が残っている。これが後に徳川家旗本八王子千人同心となる。

### 甲府勤番
甲府町方支配。武川衆(柳沢吉保祖父、柳沢信俊)、津金衆など。
詳細は甲府勤番の項を参照。

### 関東郡代
4名の内、大久保長安が代官頭(俗称)となる。
詳細は代官頭の項を参照。

### 伊那衆
信濃衆ともいわれ江戸時代に交代寄合として、旗本として幕府に仕えた。
知久氏（知久則直、信濃国阿島・阿島陣屋3,000石）・小笠原氏（小笠原長巨、信濃国伊豆木・伊豆木陣屋1,000石）・座光寺氏（座光寺為時、信濃国山吹・山吹陣屋1,400石余）の三家。

### 甲府藩
詳細は甲府藩の項を参照。

### 諏訪藩
詳細は諏訪藩の項を参照。

### 松代藩
詳細は松代藩の項を参照。

### 高遠藩
詳細は高遠藩の項を参照。

### 信濃飯田藩
5万石 譜代 （1601年 - 1613年）小笠原秀政 従五位下 兵部大輔 （小笠原貞慶の長男）
詳細は信濃飯田藩の項を参照。

### 岸和田藩
詳細は岸和田藩の項を参照。
岡部氏 (藤原南家) - 岡部正綱(穴山梅雪と一緒に徳川家康に内通)、子が岸和田藩岡部家初代岡部長盛。

### 徳川水軍
天正壬午起請文に記載は無いが、武田水軍を参照。

### 水戸藩
天正壬午起請文に記載は無いが、穴山衆は穴山梅雪の後継者武田信吉に従い、水戸藩家老など。
詳細は穴山氏の項を参照。

### 掛川藩
天正壬午起請文に記載は無いが、山内備後の推挙により遠江国掛川藩主・山内一豊に孕石元泰の子・孕石元成が200石、板垣信憲の子・板垣正信が136石で召し抱えられた。一豊の土佐移封に伴い孕石元成は450石、板垣正信は1,000石を給せられ土佐藩士として存続。
詳細は板垣氏の項を参照。

### 上野豊岡藩
詳細は上野豊岡藩の項を参照。
天正壬午起請文に記載は無いが、禰津常安が上杉景勝の援軍で甲州征伐を逃れ、その後に徳川氏に臣従した。

### 豊前小倉藩
天正壬午起請文に記載は無いが、侍医板坂宗商が加藤清正に仕えた後、徳川家康に仕えた。孫の板坂友閑は、医を以て豊前小倉藩の第2代藩主・小笠原忠雄に仕えた。

## 女
信松尼 - 武田信玄の娘。仁科盛信の娘・小督姫と息子・仁科信基、武田勝頼の娘・貞姫、小山田信茂の養女・天光院を連れて八王子の寺に入る。
下山殿 - 父:秋山虎康、養父:穴山梅雪。徳川家康の側室。徳川家康の五男、武田信吉の母。
見性院 (穴山梅雪正室) - 武田信玄の次女。保科正之の養母。